# 马嘎站
马嘎站是位于贵州省六盘水市钟山区双戛街道的一个铁路车站，邮政编码553003。
车站建于1965年，有沪昆铁路经过该站，现办理客货运业务，车站及其上下行区间均已电气化。车站距离贵阳站257公里，隶属成都铁路局六盘水车务段，是四等站。设有危险品仓库。

## 业务办理
客运办理旅客乘降业务。货运办理整车货物到发。